# Pietrzyków (Basse-Silésie)
Pour les articles homonymes, voir Pietrzyków.
Pietrzyków est une localité polonaise de la gmina de Dobromierz, située dans le powiat de Świdnica en voïvodie de Basse-Silésie.